# Ludvig Schytte
Ludvig Schytte (Aarhus, 28 aprile 1848 – Berlino, 10 novembre 1909) è stato un pianista e compositore danese.

## Biografia
Ludvig Schytte nacque a Aarhus, in Danimarca. Ha studiato musica con Niels Wilhelm Gade e Edmund Neupert. Nel 1884 partì per Weimar per studiare con Franz Liszt. Schytte visse e insegnò a Vienna dal 1886 al 1907. Trascorre gli ultimi due anni della sua vita a Berlino.
Prima farmacista di formazione, Schytte scrive un Concerto per pianoforte in Do diesis minore, opus 28, e una Sonata in Si bemolle, tra molte altre opere per pianoforte. Ha anche scritto due opere: Hero e Der' Mameluk. Le sue opere più brevi sono ancora oggi utilizzate come studi pedagogici dai pianisti.